# Giovanni Agostino da Lodi
Pour les articles homonymes, voir Lodi (homonymie).
Giovanni Agostino da Lodi (né en 1470 à Lodi et mort v. 1519) est un peintre italien de la haute Renaissance, actif de 1495 à environ 1519. Son œuvre est influencée par Bramantino, mais aussi par Léonard de Vinci et Giovanni Antonio Boltraffio.

## Biographie
L'identification du nom de Giovanni Agostino da Lodi est proposée par Valeri Malaguzzi sur la base de la découverte d'une peinture signée par lui représentant deux saints (Milan, Pinacothèque de Brera) et qui correspond stylistiquement à un peintre dont les œuvres étaient regroupées sous le nom de « pseudo-Boccaccino. »
Il se caractérise par la singularité de son langage et des déplacements constants entre la Lombardie et la Vénétie, devenant l'une des sources principales de la diffusion des nouveautés milanaises à Venise.
C'est donc sous le nom de « pseudo-Boccaccino », peintre anonyme de culture lombarde, actif lors de la dernière décennie du XVe siècle qu'il est d'abord connu. La proposition de Valeri Malaguzzi datant de 1912, n'est pas acceptée par la critique, avant qu'il ne soit par la suite reconnu sous ce pseudonyme par Adolfo Venturi et Bernard Berenson. C'est à Franco Moro que l'on doit d'avoir définitivement confirmé l'identification du pseudo-Boccaccino à Giovanni Agostino da Lodi et clarifié son style par rapport à ceux de Milan avec Bramantino et Léonard de Vinci et de Venise avec Giovanni Bellini, Giorgione, et Dürer durant son séjour en 1506.
Son style est caractérisé par la singularité de son langage, balancement constant entre Lombardie et Vénétie. Son style est à la fois fantaisiste et anti-classique et se reconnaît clairement dans des œuvres comme le Retable des bateliers (église San Pietro Martire à Murano), datant du milieu de la dernière décennie du XVe siècle : fondé sur l'exemple d'autres conversations sacrées vénitiennes et leurs jeux de perspective.

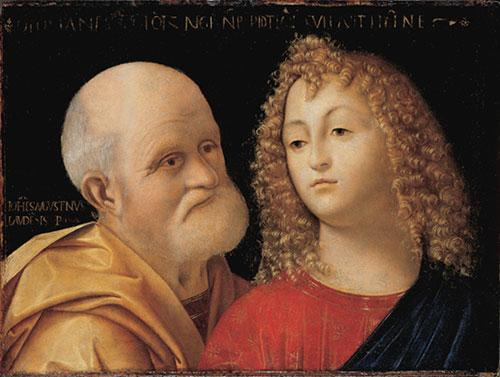
Le Maître et le Jeune Élève, Milan, Pinacothèque de Brera.

Dans le petit tableau Saint Pierre et Saint Jean l’Évangéliste conservé dans la Pinacothèque de Brera (sa seule œuvre signée), on retrouve des éléments lombards, issus de Bramantino et Léonard de Vinci, mais également des traits à l'allemande dans les détails (on suppose qu'il aurait rencontré Jacques de Barbary et que celui-ci lui aurait fait connaître l'art de Dürer, présent à Venise en 1494 et 1506). L'historien de l'art Giulio Bora doutait que le sujet de la peinture soient ces deux saints, mais après une restauration en 2007, on est maintenant convaincu que cette œuvre devrait avoir un titre différent. L'inscription en latin et en italien suivante fut découverte : « Il maestro non vietava minimamente che il giovane pittore lo superasse. » soit « Le maître n'interdisait pas que le jeune peintre le dépassât ». Il s'agit donc d'un hommage de Giovanni Agostino au maître Léonard de Vinci.
Le premier tableau dans lequel des éléments « léonardesques » se font prépondérants est Le lavement des pieds, Gallerie dell'Accademia de Venise. On y trouve une connaissance profonde du langage du maître toscan qu'il a connu lors d'un séjour milanais en 1499 ; lors de son retour à Venise (après la chute de Ludovic Sforza la même année), il s'inspire celui-ci et avec Le Lavement des pieds, c'est Léonard qui fait son entrée à Venise.
Par la suite, il réfléchit au paysage en regardant aux inventions contemporaines de Giorgione. En 1506, il revient à Milan, peut-être attiré par le retour de Léonard (de 1506 à 1513). Ses commanditaires y sont surtout privés, ses peintures de petites dimensions et pleines d'expérimentations très appréciées.
En 1510, il habite dans la paroisse Saint-Étienne à Milan, et l'année suivante dans la paroisse Sant'Eufemia près de la Porte romaine. C'est à cette époque que datent ses œuvres pour la chartreuse de Pavie, maintenant dispersées dans différents musées. Dans ses années milanaises, on retrouve toutes les caractéristiques qui le rapprochent de ce courant d'anti-classicisme expérimental et tourné vers le nord, diffus dans les années 1520 dans la Plaine du Pô, dans des villes comme Crémone, Brescia, Lodi et avec des chefs d'école comme Il Romanino, Boccaccio Boccaccino, Altobello Melone. Grande liberté de composition, typologie léonardesque très chargée, expressivité intense, souplesse d'exécution sont les caractéristiques de son style plein de maturité, reconnaissable dans des œuvres comme La Montée au Calvaire de la Galerie nationale à Prague.
Dernière œuvre de sa carrière, le polyptyque de l'église Santa Maria della Pace (Milan) (it), travail en collaboration avec Marco d'Oggiono, avec lequel il eut toute sa vie une relation intense. Même si la plus grande partie des panneaux sont actuellement perdus, ceux conservés dans la Pinacothèque de Brera montrent un relâchement inventif inhabituel chez lui, peut-être dû à la collaboration avec d'Oggiono ou à la rigidité du commanditaire.

## Œuvres principales
- Saint-Jean-Baptiste et Saint-Jérôme, Venise, église Santo Stefano
- La Déposition du Christ, Poznań, musée national
- L'Ange annonciateur et l'Évangéliste assis, Berlin, Gemäldegalerie
- Vierge à l'Enfant avec deux dévots, Naples, musée Capodimonte
- Le Lavement des pieds, 1500, Venise, Gallerie dell'Accademia
- La Vierge à l'Enfant avec saint Symeon et saint Jérôme 1500, Venise, Gallerie dell'Accademia
- Retable des bateliers, 1500, Murano, église San Pietro Martire
- Nativité, Allentown, PA, Allentown Art Museum
- Pan et Syrinx, Madrid, musée Thyssen-Bornemisza
- Souper à Emmaüs, collection privée
- Sainte Famille, Paris, Louvre
- Sainte Marie-Madeleine et Marthe, Vérone, musée de Castelvecchio
- Vierge à l'Enfant avec saint Sébastien, Modène, Galleria Estense
- Pieta avec saint Jérôme et un donateur, Venise, Ca' d'Oro
- Vierge à  l'Enfant avec des saints, Gerenzano, église paroissiale.
- Baptême du Christ, Milan, Pinacothèque de Brera
- Vierge à  l'Enfant avec un ange, Gazzada Schianno, musée de la Villa Cagnola
- Adoration des mages, vers 1510-1512, PKB Privat Kredit Bank, Lugano-Genève-Zurich.
- Présentation au Temple, vers 1515-1519, Parme, collection privée
- L'Archange Gabriel annonciateur et Ascension de la Vierge, 1519, Ascona, église Santa Maria de la Miséricorde

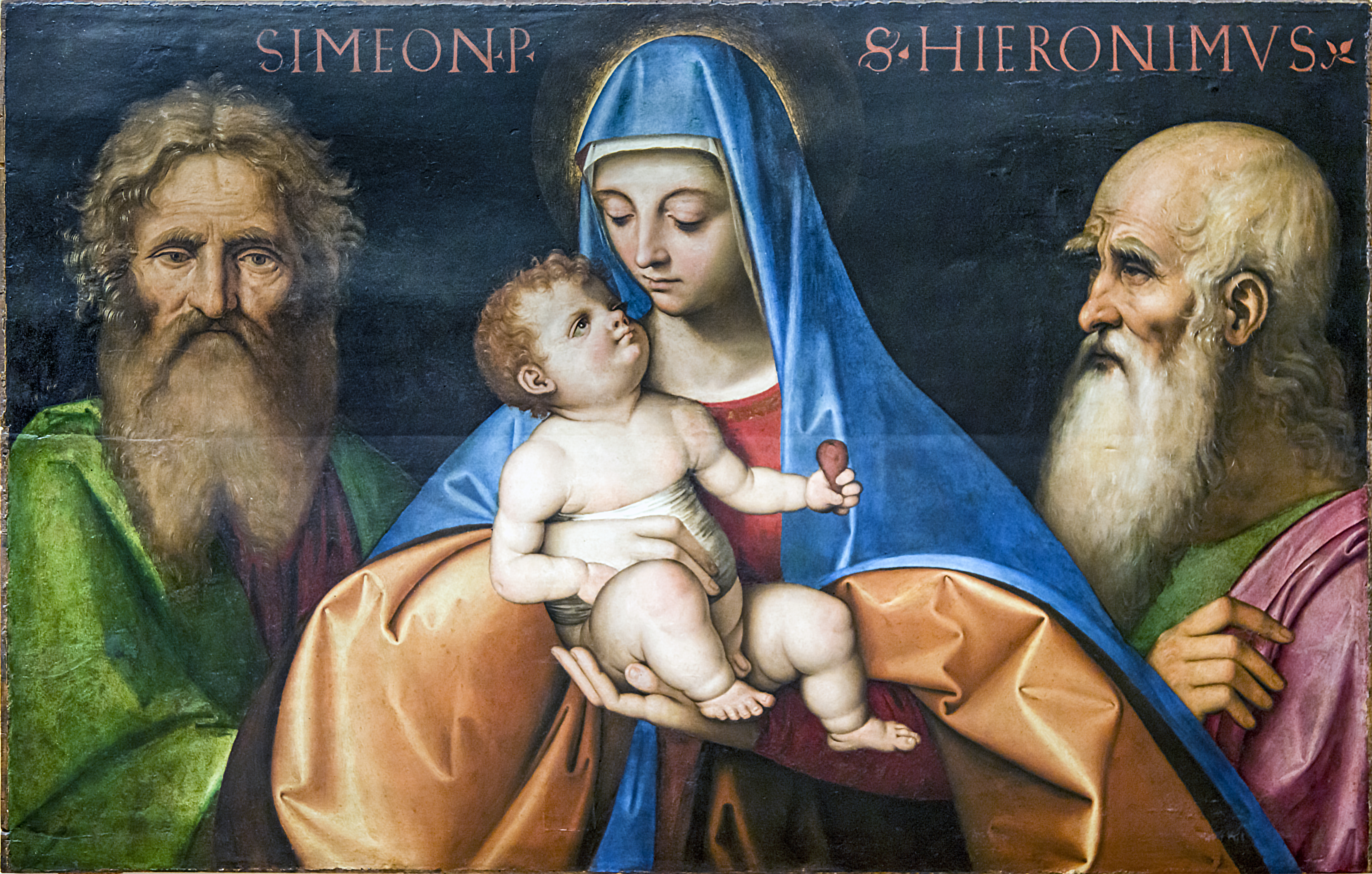
La Vierge à l'Enfant avec saint Symeon et saint Jérôme Gallerie dell'Accademia

## Sources
- (it) Cet article est partiellement ou en totalité issu de l’article de Wikipédia en italien intitulé « Giovanni Agostino da Lodi » (voir la liste des auteurs).